# Eva Bössmann
Eva Bössmann (* 14. März 1929 in Goslar; † 20. Oktober 2020 in Frankfurt am Main) war eine deutsche Wirtschaftswissenschaftlerin.

## Leben
Nach der Promotion zum Dr. rer. pol. in Frankfurt am Main am 9. November 1955 und der Habilitation an der Goethe-Universität 1964 wurde sie Professorin für Volkswirtschaftslehre an der TU Berlin 1966, in Hamburg 1969 und in Köln 1972.

## Schriften (Auswahl)
- Probleme einer dynamischen Theorie der Konsumfunktion. Berlin 1957, OCLC 1153493698.
- Die ökonomische Analyse von Kommunikationsbeziehungen in Organisationen. Berlin 1967, OCLC 781593011.
- Neue Institutionenökonomik – neue Wettbewerbspolitik?. Kiel 1989, OCLC 723775147.